# 王炳衡
王炳衡（1536年—？），字伯欽，號梧林，直隸蘇州府長洲縣民籍崑山縣人，明朝政治人物。

## 生平
嘉靖四十年（1561年）辛酉科應天府鄉試第一百三十名舉人。隆慶五年（1571年）中式辛未科會試第一百八十八名，三甲第一百一十五名進士。大理寺觀政，授山东歷城知縣，爱民造士，有古代循吏之风。萬曆二年（1574年）调任臨安縣，五年致仕。歸乡後，在留暉門谯楼中邀请客人，啸咏其上，因自號留暉主人。

## 家族
曾祖王銀，贈翰林院編修；祖父王同祖，國子監司業兼司經局校書；父王法，監生。母陸氏。慈侍下。弟王炳璿（進士）；炳輔；炳陽；炳枢；炳昂；炳權；炳魁。